# اتفاقية برلين بلس

خريطة توضح العضوية الأوروبية في الاتحاد الأوروبي وحلف شمال الأطلسي
EU member only

اتفاقية برلين بلاس هي عنوان قصير لمجموعة شاملة من الاتفاقات المبرمة بين الناتو والاتحاد الأوروبي في 16 ديسمبر 2002. وقد استندت هذه الاتفاقيات إلى نتائج قمة الناتو في واشنطن عام 1999، والتي يشار إليها أحيانًا بآلية قوة المهام المشتركة، وسمحت للاتحاد الأوروبي بالاستفادة من بعض الأصول العسكرية للناتو في عمليات حفظ السلام الخاصة بها.

## المحتوى
تتكون اتفاقية برلين بلس من سبعة أجزاء رئيسية:
1. اتفاقية الأمن بين الناتو والاتحاد الأوروبي، والتي تغطي تبادل المعلومات السرية بموجب قواعد الحماية الأمنية المتبادلة.
2. الوصول المضمون إلى قدرات التخطيط للناتو لعمليات إدارة الأزمات (CMO) التي يقودها الاتحاد الأوروبي.
3. توفر أصول وقدرات الناتو لمنظمات الإدارة الجماعية بقيادة الاتحاد الأوروبي، مثل وحدات الاتصالات والمقرات.
4. إجراءات الإفراج عن أصول الناتو وقدراته ومراقبتها وإعادتها واسترجاعها.
5. اختصاصات نائب القائد الأعلى للحلفاء في أوروبا وخيارات القيادة الأوروبية للناتو.
6. الترتيبات الخاصة بمتطلبات القدرات المترابطة والمتعاضدة، لا سيما تضمين الدفاع الدفاعي للاحتياجات والقدرات العسكرية التي قد تكون مطلوبة في العمليات العسكرية بقيادة الاتحاد الأوروبي ضمن التخطيط الدفاعي لحلف الناتو.
7. ترتيبات التشاور بين الاتحاد الأوروبي وحلف شمال الأطلسي في سياق منظمة الإدارة الجماعية بقيادة الاتحاد الأوروبي التي تستخدم أصول الناتو وقدراته.

تم الانتهاء من هذا الإطار الشامل للعلاقات بين الناتو والاتحاد الأوروبي في 17 مارس 2003 من خلال تبادل رسائل الممثل السامي خافيير سولانا والأمين العام السابق لحلف الناتو اللورد روبرتسون .